# フエフキダイ属
フエフキダイ属 (学名：Lethrinus) は、フエフキダイ科の下位分類群の1つ。インド洋と西太平洋に広く分布し、東大西洋からは1種が知られる。

## 分類と名称
1829年にフランスの動物学者であるジョルジュ・キュヴィエによって初めて属として提唱された。1918年、デイビッド・スター・ジョーダンとウィリアム・フランシス・トンプソンは Sparus choerorynchus を本属のタイプ種とした。S. choerorynchus は1801年にマルクス・エリエゼル・ブロッホとヨハン・ゴットロープ・テアエヌス・シュナイダーによって日本から得られたタイプ標本をもとに記載され、現在はハマフエフキのシノニムとなっている。本属のみから成るフエフキダイ亜科に分類されることもあるが、『Fishes of the World』第5版ではフエフキダイ科に亜科を認めていない。従来スズキ目に分類されていたが、『Fishes of the World』第5版では、タイ目に分類されている。属名はヨーロッパダイ属のギリシア語名に由来する。

## 下位分類
30種が分類される。
- Lethrinus amboinensis Bleeker, 1854 ヨコシマフエフキ (Ambon emperor)
- Lethrinus atkinsoni Seale, 1910 イソフエフキ (Pacific yellowtail emperor)
- Lethrinus atlanticus Valenciennes, 1830 (Atlantic emperor)
- Lethrinus borbonicus Valenciennes, 1830 ニセハナフエフキ (Snubnose emperor)
- Lethrinus conchyliatus (J. L. B. Smith, 1959) カタアカフエフキ (Redaxil emperor)
- Lethrinus crocineus J. L. B. Smith, 1959 (Yellowtail emperor)
- Lethrinus enigmaticus J. L. B. Smith, 1959 アオクチフエフキ (Blackeye emperor)
- Lethrinus erythracanthus Valenciennes, 1830 アマクチビ (Orange-spotted emperor)
- Lethrinus erythropterus Valenciennes, 1830 クチベニフエフキ (Longfin emperor)
- Lethrinus genivittatus Valenciennes, 1830 イトフエフキ (Longspine emperor)
- Lethrinus haematopterus Temminck & Schlegel, 1844 フエフキダイ (Chinese emperor)
- Lethrinus harak (Fabricius, 1775) マトフエフキ (Thumbprint emperor)
- Lethrinus laticaudis Alleyne & W. J. Macleay, 1877 (Grass emperor)
- Lethrinus lentjan (Lacépède, 1802) シモフリフエフキ (Pink ear emperor)
- Lethrinus longirostris Playfair, 1867 タチガミフエフキ[6]
- Lethrinus mahsena (Fabricius, 1775) アカボウフエフキ (Sky emperor)
- Lethrinus microdon Valenciennes, 1830 オオフエフキ (Smalltooth emperor)
- Lethrinus miniatus (J. R. Forster, 1801) アマミフエフキ (Trumpet emperor)
- Lethrinus mitchelli G. R. Allen, Victor & Erdmann, 2021[7] (Mitchell's emperor)
- Lethrinus nebulosus (Forsskål, 1775) ハマフエフキ (Spangled emperor)
- Lethrinus obsoletus (Forsskål, 1775) タテシマフエフキ (Orange-striped emperor)
- Lethrinus olivaceus Valenciennes, 1830 キツネフエフキ (Longface emperor)
- Lethrinus ornatus Valenciennes, 1830 ハナフエフキ (Ornate emperor)
- Lethrinus ravus K. E. Carpenter & J. E. Randall, 2003 ミンサーフエフキ (Drab emperor)
- Lethrinus reticulatus Valenciennes, 1830 ヤエヤマフエフキ (Red snout emperor)
- Lethrinus rubrioperculatus Sato, 1978 ホオアカクチビ (Spotcheek emperor)
- Lethrinus scoparius Gilchrist & Thompson, 1908[8]
- Lethrinus semicinctus Valenciennes, 1830 アミフエフキ (Black blotch emperor)
- Lethrinus variegatus Valenciennes, 1830 ホソフエフキ (Slender emperor)
- Lethrinus xanthochilus Klunzinger, 1870 ムネアカクチビ (Yellowlip emperor)

## 分布と生息地
インド洋と西太平洋に分布し、東大西洋には L. atlanticus 1種のみが分布する。水深22 mまでの岩礁やサンゴ礁、砂地、藻場、マングローブに生息する。

## 形態
体は長く、側扁している。頭部背側の輪郭は多様で、吻は短いものから長いものまで様々。口は適度な大きさで、顎の側面には臼歯状または円錐形の歯がある。背鰭は10棘と9軟条から、臀鰭は3棘と8軟条から成る。胸鰭は13条から成り、尾鰭は中程度または深く二叉する。頬には鱗が無く、胸鰭基部は鱗が密に覆われているものから、全く無いものまで様々。体色は銀色、灰色、オリーブ色、緑がかった色、青みがかった色、黄褐色、茶色、または赤みがかった色で、濃い色の斑点または縞模様が入る種もいる。胸鰭基部またはその近く、腹鰭、または基部近くの臀鰭と背鰭の膜に、明るい赤い斑点がある種もいる。頭部だけでなく、鰓蓋および前鰓蓋の縁にも赤い斑点が見られる場合もある。これらの赤い模様は、種内変異が大きい。鰭は透明、淡色、青みがかったもの、黄色がかったもの、または赤みを帯びたもので、しばしば斑点があり、縁が赤みを帯びていることがよくある。最大種はキツネフエフキで、全長は最大100 cm。最小種は Lethrinus mitchelli とホソフエフキで、最大全長はどちらも20 cm。

## 生態
単独または群れで観察され、底魚や底生無脊椎動物を捕食する。

## 人との関わり
漁業にとっては重要な種であり、一部の国ではフエフキダイ科の漁獲量の大半を占める。延縄、罠、トロール網、地引き網で漁獲される。